# Ribeira Grande (concelho)
Ribeira Grande – jedno z dwudziestu dwóch concelhos w Republice Zielonego Przylądka. Położone jest na wyspie Santo Antão. Powstało w 1971 poprzez podział byłego concelho São Antão. W Ribeira Grande znajdują się cztery parafie, Nossa Senhora do Rosário, Nossa Senhora do Livramento, Santo Crucifixo i São Pedro Apóstolo.

## Miejscowości
- Coculi
- Eito
- Eito de Baixo
- João Afonso
- Lomba de Santo
- Ponta do Sol
- Ribeira Grande
- Sinagoga
- Afonso Martinho

## Demografia
| Populacja Ribeira Grande (1940—2010) | Populacja Ribeira Grande (1940—2010) | Populacja Ribeira Grande (1940—2010) | Populacja Ribeira Grande (1940—2010) | Populacja Ribeira Grande (1940—2010) | Populacja Ribeira Grande (1940—2010) | Populacja Ribeira Grande (1940—2010) | Populacja Ribeira Grande (1940—2010) |
| ------------------------------------ | ------------------------------------ | ------------------------------------ | ------------------------------------ | ------------------------------------ | ------------------------------------ | ------------------------------------ | ------------------------------------ |
| 1940                                 | 1950                                 | 1960                                 | 1970                                 | 1980                                 | 1990                                 | 2000                                 | 2010                                 |
| 19766                                | 15444                                | 17246                                | 22873                                | 22102                                | 20851                                | 21594                                | 18890                                |

## Historia
Concelho Ribeira Grande zostało stworzone w 1971, kiedy concelho São Antão podzieliło się na trzy inne: Paúl, Porto Novo i właśnie Ribeira Grande.